# Abû 'Abd ar-Rahmân as-Sulamî
Abū ‘Abd al-Raḥmān al-Sulamī (arabe: أبو عبد الرحمن محمد بن الحسين السلمي Abū ʿAbd ar-Raḥmān Muḥammad b. al-Ḥusain as-Sulamī; né à Nichapur en 937 et mort au même endroit en 1021) est un soufi et mystique arabe,, hagiographe et traditionniste (savant qui recueille et transmet les hadîth). Auteur de nombreux ouvrages, il fut un des premiers biographes des soufis.

## Biographie
Il est né en 937 (ou peut-être en 942) dans une famille aisée, pieuse et bien connue de Nishapur, dans le Grand Khorassan. Sa nisba, Sulami, pourrait venir de la tribu arabe des Sulaym, via son grand-père maternel, mais la question reste discutée. Quoi qu'il en soit, sa famille compte plusieurs ascètes et soufis — et tant sa mère que son père étaient des soufis. Il est le fils aîné et, à sa naissance, son père distribuera tous ses biens aux pauvres. Sulami est ainsi initié à la voie spirituelle par ses parents, mais aussi par son grand-père maternel Abû Amr Ismâ'îl ibn Nujayd, qui était un membre éminent de la malâmatiyya. Sulami est d'obédience shafiite, et l'on trouve également parmi ses maîtres Abu'l-Qâsem Nasrâbâdi, un traditionniste de Nichapur qui le revêtit par ailleurs de la khirqa, c'est-à-dire le vêtement remis par le maître et qui atteste de la transmission par ce dernier de son savoir ésotérique et de sa barakah.
Il est bientôt habilité à transmettre le soufisme par un des disciples de son grand-père, Abû Sahl al-Su'lûkî (dont on dit également qu'il lui a transmis la khirqa). Sulami a formé de nombreux savants dans les domaines du soufisme, de l'histoire et des hadiths, et son influence, en tant qu'enseignant et biographe, s'est étendue sur plusieurs générations de soufis. Parmi ses disciples, on compte Abū l-Qāsim al-Qushayrī, Abu Nu`aym et Abû Bakr al-Bayhaqî.
Sulami a beaucoup voyagé, en Irak, dans le Hamadan, à Ray, Merv, dans le Hejâz, et d'autres lieux encore. Ce sera l'occasion de nombreux contacts avec des soufis et des savants (ouléma). Durant la dernière partie de sa vie, il construit un petit hospice soufi (khânqâh) qui accueille des soufis pour des retraites,. L'endroit devint rapidement connu à Nishapur et à la ronde.
Il meurt à Nichapur en 1021.

## Œuvre
Sulamî a été un auteur prolifique. Selon ses biographes, on lui doit une centaine de titres, dont plusieurs sont perdus,. Aujourd'hui, il nous reste 54 titres de sa plume. Il a travaillé plus de cinquante ans sur le soufisme, l'exégèse, les hadiths ainsi que l'histoire (essentiellement celle du soufisme).

### Tabaqāt al-ṣūfiyya
Parmi ses œuvres les plus importantes, on peut mentionner les Tabaqāt al-ṣūfiyya (littéralement « Classes de soufis », c'est-à-dire « Générations des soufis »). Il s'agit d'une des plus anciennes compilations d'hagiographies de soufis, dans laquelle Sulami présente cent cinq maîtres soufis qui ont vécu entre le VIIIe et le Xe siècle. Ce type d'ouvrage est nouveau à son époque. En effet, dans le deuxième quart du xe siècle, plusieurs auteurs avaient écrit des traités sur le soufisme, principalement dans le but de prouver l’orthodoxie des doctrines soufies (par exemple, Abū Naṣr al-Sarrāj ou Abū Tālib al-Makkī). Mais un peu plus tard apparut un nouveau type de livre qui appliquait la même méthode que les historiens arabes utilisait pour parler des savants, des héros, des grammairiens, etc. : il s'agissait de les diviser en groupes appartenant à une même époque. C'est ce que fait Sulami, et il donne donc ce titre de Classes de soufis.
Pour chaque maître, Sulamī donne une rapide notice biographique et une série de citations emblématiques de son enseignement. Mais en plus des biographies, il présente les différents courants du soufisme tels qu'ils s'étaient développés à son époque (comme les - voir ci-dessous). De ce fait, l'ouvrage, qui a eu une grande influence sur la littérature soufie, permet d'apprécier à la fois la a diversité des approches de la voie spirituelle et l’unité de ses principes. Il présente ainsi les bases doctrinales sur lesquelles le soufisme du Moyen Âge s'est développé,,. Par la suite, plusieurs hagiographes ont utilisé cet ouvrage comme source pour leurs propres travaux.

### Autres ouvrages
Il est aussi l'auteur d'un grand commentaire coranique, Haqâ'iq al-tafsir (« Vérités du commentaire »). Il s'agit en fait d'une vaste compilation d'exégèses soufies du Coran, parmi lesquels on peut relever des fragments de Ja'far al-Sâdiq et de Hallaj. S. Hussaini relève que c'est là un commentaire fort controversé, qui a été attaqué par les juristes de son temps.
On lui doit aussi la Risâlat al-malâmatiyya (« Épître des hommes du blâme »), ouvrage qui présente les grands principes de ce mouvement des Malâmati et qui est essentiel à la connaissance du mouvement. Enfin, on peut mentionner le Kitāb ādāb al-ṣuḥba wa-ḥusn al-ʿishra (« Les convenances de la compagnie spirituelle et des relations sociales »): prenant comme modèle le comportement de Mahomet, Sulami y traite des us et des manières à adopter pour devenir soufi. En tant que maître spirituel, il a laissé entre autres Les vices de l'âme et leurs remèdes ainsi que Le recueil des règles en usage chez les soufis.
Finalement, Sulami a été actif dans plusieurs domaines : dictionnaires biographiques, commentaires coraniques (tafsir), monographies sur des sujets variés dans les registres religieux ou éthique, ainsi littérature d’adab.

## Importance
Selon Denis Gril, Sulami constitue un moment charnière dans le développement du soufisme. Il recense nombre de traditions, que ce soit des hadith ou des traditions soufies, qu'il va retransmettre dans ses ouvrages. Grâce à ce travail de récepteur-transmetteur, il va jouer un rôle important dans la fusion de différents courants spirituels, qui donnera une vaste synthèse que l'on appellera tasawwuf (soufisme). Y sont intégrés l'ascétisme, le soufisme de Bagdad, la chevalerie spirituelle de Nishapour (futuwwa), la sagesse de Tirmidhi  et les Malâmatis (la futuwwa est une « forme de chevalerie et de compagnonnage mystique »). Cette intégration ne signifie pas confusion, mais vise à montrer que ces courants tendent vers un seul et même but : le modèle du Prophète.

## Œuvres de Sulamî traduites en français
- Futuwah. Traité de chevalerie Soufie, traduction et introduction par Faouzi Skali, Coll. « Spiritualités vivantes », Albin Michel, 1989, 155 p.,  (ISBN 2-226-03532-X)
- Les maladies de l'âme et leurs remèdes, Traité de psychologie soufie, traduit de l'arabe par Abdul Karim Zein, Arché Edidit, 1990, 86 p.
- La lucidité implacable. Épitre des Hommes du Blâme, traduit de l'arabe et présenté par Roger Deladrière, Arléa, 1991, 124 p.,  (ISBN 2-86959-108-X)
- La Courtoisie en Islam, traduit de l'arabe par Tahar Gaïd, préface de Didier Ali Hamoneau, Éditions Iqra, 2001, 137 p.,  (ISBN 2-911509-38-2)
- Les convenances de la compagnie spirituelle et des relations sociales, traduit de l'arabe, introduit et annoté par Slimane Rezki, Paris, Albouraq, 2015, 98 p.,  (ISBN 979-10-225-0055-5)
- Les Générations des Soufis: Tabaqat Al-sufiyya, traduit et présenté par Jean-Jacques Thibon, Leyde, Brill, 2019, 482 p.,  (ISBN 978-9-004-39648-7)